# Peso philippin
Pour les articles homonymes, voir Peso.
Le peso philippin ((fil) piso, symbole : ₱) est la monnaie de la république des Philippines. Son code international, selon la norme ISO 4217 est PHP.

## Dénomination et valeur
Lancé en 1857 par les autorités monétaires espagnoles, le peso philippin est divisé en 100 centavos. Dans la langue locale, le filipino, le peso est appelé piso et ses divisions sentimo. C'est cette graphie qui est utilisée sur les pièces et billets.
Depuis 1950, le peso a un cours flottant. Jusqu'en 2001, il existait un marché noir, change parallèle totalement illégal et interdit après cette date. Il fut victime de la crise économique asiatique en juillet 1997 et perdit plus de la moitié de sa valeur. Son cours repart à la hausse de nouveau peu avant 2005 pour graviter autour du pivot des 55 pisos pour un euro depuis 2010 :
| Date         | Cours 1 euro = |
| ------------ | -------------- |
| Février 2008 | 59,60 pesos    |
| Février 2009 | 62,29 pesos    |
| Février 2010 | 63,98 pesos    |
| Février 2011 | 60,25 pesos    |
| Février 2012 | 56,33 pesos    |
| Avril 2015   | 47,23 pesos    |
| Avril 2016   | 52,58 pesos    |
| Juillet 2020 | 56,50 pesos    |
| Avril 2025   | 64,20 pesos    |

## Historique

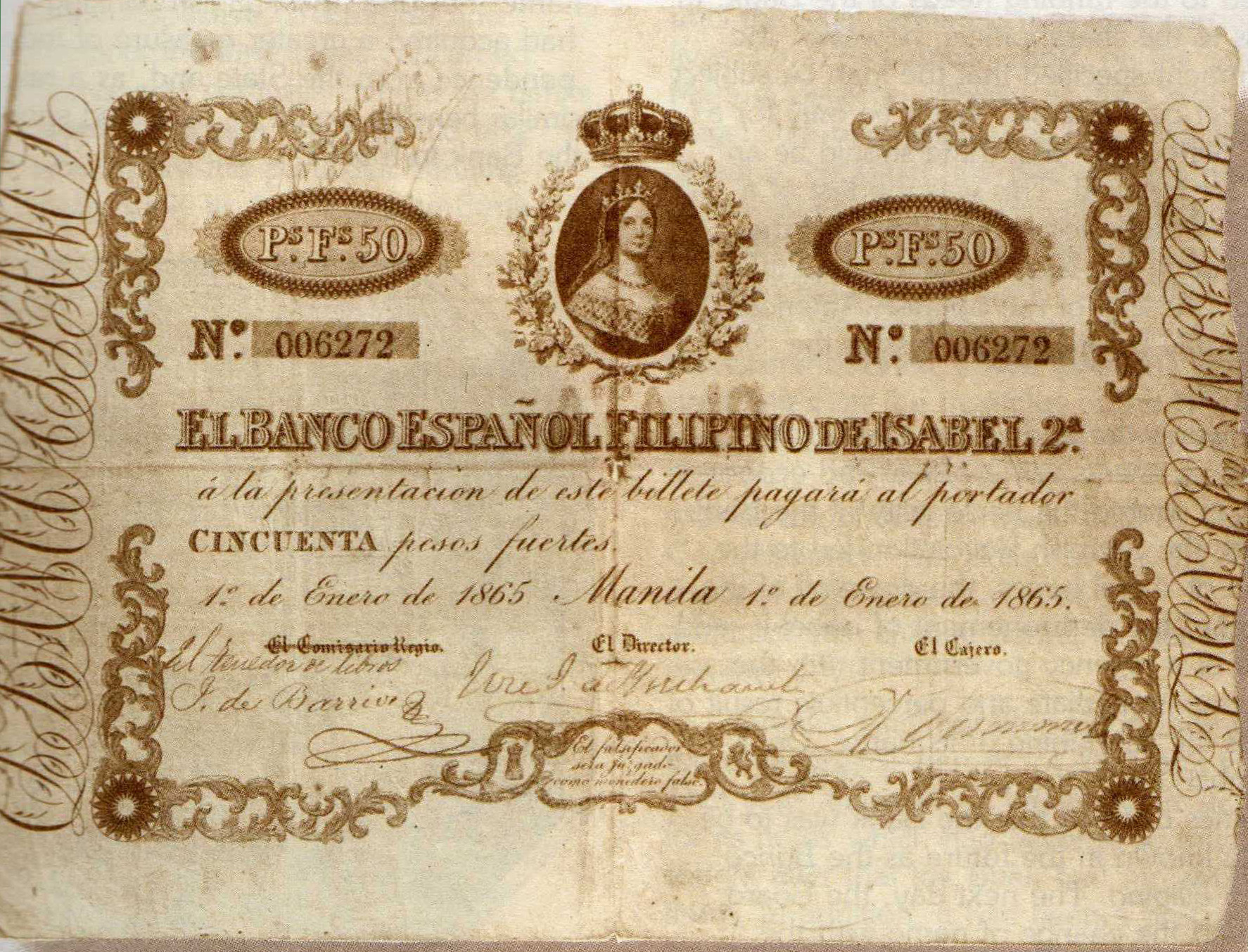
Billet de 50 pesos fuertes représentant Isabelle II d'Espagne émis en 1865

Du fait de sa position stratégique dans l'Empire colonial espagnol, Manille a été le centre du commerce avec la Chine notamment. Le seul produit que la Chine acceptait était l'argent-métal. Pour acheter les produits chinois les transactions se faisaient en pièces de huit de 27,07 g d'argent à 900 millièmes, principalement frappées à Mexico et importées via les galions de Manille. Elles étaient couramment appelées « peso » (pour poids en français). Le peso devient par la suite l'unité monétaire de la plupart des pays ayant fait partie de l'Empire espagnol.
Dans l'histoire mouvementée du pays, la monnaie a subi de nombreux aléas. C'est en 1862 qu’apparaissent les premiers billets appelés pesos fuertes sous la domination espagnole.
Après la Guerre hispano-américaine et la courte période d'indépendance (1898-1901), les autorités monétaires américaine organise la frappe de pesos d'argent depuis Philadelphie, au poids du dollar de 1903 à 1906. C'est de cette époque que date l'alignement du format unique des billets philippins sur le modèle des dollars américains. De 1941 à 1944, des billets furent émis conjointement par l'occupant japonais et la guérilla philippine.
L'indépendance acquise en 1946, la Banque centrale des Philippines (Bangko Sentral ng Pilipinas, en pilipino) est créée le 3 janvier 1949.

## Pièces et billets

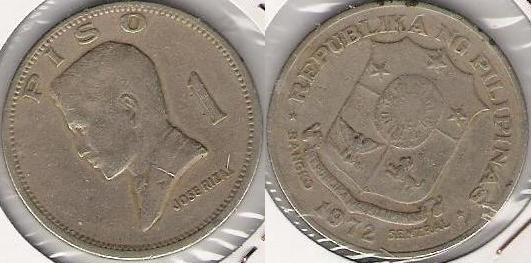
Pièce de 1 peso (1972), avers à l'effigie de José Rizal, revers aux armoiries des Philippines (pièce en cupronickel démonétisée, ∅ 33 mm).

Les pièces (5, 10, 25 et 50 centavos, 1, 2, 5 et 10 pesos) et billets (5, 10, 20, 50, 100, 500 et 1 000 pesos) sont décorés des personnages célèbres de l'histoire philippine :
- José Rizal, héros national inspirateur de la rébellion,
- Apolinario Mabini et Andres Bonifacio acteurs de la révolution de 1896 et membres du Katipunan,
- Emilio Aguinaldo, premier président en 1896,
- Manuel Quezón, président du Commonwealth des Philippines,
- Manuel Roxas premier président de l'indépendance en 1946 etc.

Le 22 mai 1998, est émis à 1 000 exemplaires un billet commémorant le centenaire de l'indépendance, d'une valeur faciale de 100 000 pesos mesurant 35,56 cm par 21,59 cm ; il a été reconnu par le Guinness Book des records comme le plus grand billet du monde à cours légal, en termes de dimension et de valeur (près de 2 400 dollars américains au change de l'époque).